# Melvyn Tan
Melvyn Tan (en chinois : 陈万荣 ; Singapour, 13 octobre 1956) est un pianiste classique britannique originaire de Singapour, connu pour ses études sur l'interprétation historiquement informée.

## Biographie
Melvyn Tan se rend en Angleterre pour étudier, d'abord à l'École Yehudi Menuhin lorsqu'il a douze ans et plus tard est inscrit au Royal College of Music.
De retour à Singapour en 2005, il est condamné à une amende pour ne pas avoir effectué le Service national de Singapour, pendant qu'il était étudiant à Londres,, avait entamé une entreprenante carrière de concertiste et il avait déjà acquis la nationalité britannique.
Tan développe au cours de sa carrière une passion pour le piano-forte et en promeut l'usage, ce qui a contribué à changer la perception de l'instrument chez d'autres musiciens. Il joue principalement sur le piano-forte et joue un large répertoire allant de Bach à Messiaen.
Il vit à Londres depuis 1978 et continue à donner des concerts dans le monde entier.

## Discographie
- Beethoven, Sonates op. 53 « Waldstein », op. 57 « Appassionata », op. 81 « Les adieux » - Melvyn Tan, piano-forte (21-23 juillet 1987, Virgin Classics « Veritas » 7 49330 2 / 5 61160 2) (OCLC 462329382 et 39483700)
- Schubert, Impromptus ; Moments musicaux (novembre 1987, 2CD Virgin Classics) (OCLC 56934642)
- Schubert, Sonates D 959 et 960 - Melvyn Tan, piano-forte Derek Adlam, Welbeck 1983, d'après Nannette Streicher, 1814 (juin 1988, Virgin Classics « Veritas ») (OCLC 61272779)
- Mozart, Sonates K. 310, 576 ; Fantaisies K. 396, 397 ; Variations sur « Je suis Lindor » (septembre 1989, EMI « Reflexe ») (OCLC 22714087)
- Beethoven, Sonates op. 10 et 79° - piano-forte de Derek Adlam d'après Anton Walter c. 1795 et Nannette Streicher 1815° (juillet 1990, EMI « Reflexe ») (OCLC 25024602)
- Beethoven, Sonates op. 2 (mars 1992, EMI « Reflexe » 7 54657 2) (OCLC 31158006)
- Beethoven, Sonates op. 22, 27, 49 (7-12 septembre 1993, Virgin Classics « Viritas » 5 61238 2) (OCLC 35758842)
- Field et Chopin, Nocturnes ; Debussy, Préludes : La fille au cheveux de lin, Brouillards, Feuilles mortes, Les sons et les parfums tournent dans l'air du soir, La terrasse des audiences du clair de lune, Ondine (23-25 octobre 1998, BBC Music Magazine vol. 8, no 2, octobre 1999) (OCLC 808023891)
- Debussy, Préludes (Juillet 2003, 2CD Deux-Elles) (OCLC 62317797)

### Concertos
- Mozart, Concerto pour piano K. 242 - English Baroque Soloists, dir. John Eliot Gardiner (octobre 1987, Archiv 436 111-2) (OCLC 316869102)
- Mozart, Concertos pour piano no 20 K. 466 et no 23 K. 488, nos 24, 25 - London Classical Players, dir. Roger Norrington (novembre 1990 et avril 1991, 2CD Virgin Classics) (OCLC 27315671 et 173181701)
- Beethoven, Concertos pour piano, Fantaisie, op. 80* ; Variations sur « God save the king », Variations sur « Rule Britannia », Fantaisie op. 77 et Bagatelles op. 33, 119, 126 - Melvyn Tan, piano-forte dont piano-forte Broadwood de Beethoven pour les œuvres piano seul ; London Classical Players, The Schütz Choir of London*, dir. Roger Norrington (mars / juillet 1988 et janvier 1989, 18-22 mai 1992 4CD EMI 7 54063 2) (OCLC 56132116)
- Mozart, Concertos pour piano 9 K. 271 et no 27 K. 595 - New Mozart Ensemble (22-25 juin 1992, Virgin Classics 5 45012 2) (OCLC 31623222)
- Weber, Konzertstück et Symphonies - London Classical Players, dir. Roger Norrington (mars 1994, EMI 5 55348 2) (OCLC 77297190)
- Mozart, Concertos pour piano no 18 K. 456 et no 19 459 (Cadences : Melvyn Tan) - Philharmonia Baroque Orchestra, dir. Nicholas McGegan (27-28 février et 2 mars 1995, Harmonia Mundi) (OCLC 809761679)

### Musique de chambre
- Beethoven, Sonates pour violoncelle, op. 5 et Variations op. 66 et WoO 45 - Anthony Pleeth, violoncelle ; Melvyn Tan, piano-forte (8-10 avril 1987, Hyperion) (OCLC 19946648)
- Beethoven, Sonates pour violoncelle, op. 69 et 102 et Variations WoO 46 - Anthony Pleeth, violoncelle ; Melvyn Tan, piano-forte (29-31 août 1987, Hyperion) (OCLC 34934859)
- Mendelssohn, Œuvres pour violoncelle et piano - Steven Isserlis, violoncelle ; Melvyn Tan, piano-forte (16-18 janvier 1994, RCA Victor «  Red Seal ») (OCLC 814412493)

### Accompagnateur
- Haydn, Arianna a Naxos ; English canzonettas - Catherine Bott, soprano ; Melvyn Tan, piano-forte (1985, Medidian) (OCLC 54396209)
- Donizetti, Mélodies écrites en clé de basse - Ian Caddy, baryton-basse ; Melvin Tan, piano-forte (1989, Meridian Records CDE 84183) (OCLC 954240240)
- Schubert, Lieder ; Der Hirt auf dem Felsen - Nancy Argenta, soprano ; Melvyn Tan, piano-forte (1991, EMI) (OCLC 24788051)
- Mozart et Haydn, Lieder, ariettes et canzonettas - Anne Sofie von Otter, mezzo-soprano ; Melvyn Tan, piano-forte (septembre 1994, Archiv) (OCLC 36214904)
- Meyerbeer, Spohr, Beethoven, Lieder et Mélodies - Anne Sofie Von Otter, mezzo-soprano ; Melvyn Tan, piano-forte ; Christina Högman, soprano ; Kristina Hammarström, mezzo-soprano ; Erich Hoeprich, clarinette (Des Schäfers Lied de Meyerbeer) ; Nils-Erik Sparf, violon (Sechs Deutsche Lieder, op. 154 de Spohr) (février 1999, Archiv) (OCLC 50086633)